# Vladimír Škoda
Pour les articles homonymes, voir Škoda.
Vladimír Škoda, né à Prague le 22 novembre 1942, est un sculpteur français d'origine tchécoslovaque.

## Biographie
Vladimír Škoda naît à Prague en 1942.
Un oncle forgeron marque sa jeunesse, de même que son beau-père, le peintre Josef Vacke. Ce fut Vacke qui lui a entrouvert un nouvel horizon en lui faisant connaître l'art moderne européen, chose relativement peu aisée à l'époque, sous le régime totalitaire, et en lui transmettant l'amour de la culture française.
Il grandit en ayant un intérêt particulier pour les mathématiques, la physique et la mécanique.
Alors que le plan quinquennal de la Tchéquoslovaquie se consacre à l'industrie lourde, il entame une formation de tourneur-fraiseur. Il exerce ce métier après avoir effectué son service militaire, puis suit des cours du soir de dessin en parallèle de son travail à l'usine.
En 1968, peu de temps avant que les troupes de l’Union soviétique envahissent la Tchécoslovaquie, il quitte son pays et s'installe en France, à Paris, pour recommencer ses études, mais dans le domaine artistique. Il étudie pendant un an à l'École supérieure d'art de Grenoble (anciennement école des Beaux-Arts industriels de Grenoble), puis aux Beaux-arts de Paris dans divers ateliers de sculpture, dont le dernier est celui de César, à qui il voue une grande reconnaissance. Il passe de la sculpture figurative à une exploration plus abstraite du métal, expérimentant avec le fil de fer avant de découvrir le potentiel créatif du fer forgé.
De 1973 à 1975, il séjourne à Rome comme pensionnaire de l’Académie de France à la Villa Médicis. Il crée une série de sculptures en fil de fer, des réalisations instituantes d’étroites interactions entre la main, le geste, l’outil et les matériaux.
À partir de 1975, date à laquelle il obtient la nationalité française, Vladimir Skoda amorce ses premiers travaux à la forge. C’est sur l’expérience corporelle et manuelle du métal chaud, dans son rapport tangible à l’acier, qu’il éprouve physiquement les mutations polymorphes de la matière dure. Son art axiomatise des formes universelles et formalise des valeurs mathématiques.
Avec le fer forgé, il s’est donné un principe : transformer le métal depuis une forme dans une autre sans perdition de matière. Au fur et à mesure, il a pu quitter les contraintes formelles imposées par la forge manuelle pour aller vers des forges plus industrielles où le marteau pilon lui permettait de transformer un volume différent.
Fasciné par l’espace intérieur de la matière, la physique et l’alchimie, son œuvre évolue progressivement vers la forme sphérique. La "boule" commence à s’imposer et la sphère devient la figure tutélaire, première, d’abord d’aspect brut, puis ébauchée, spiralée, tronquée...
La sphère est l'un de ses sujets de recherche prédominant. Elle devient essentielle dans son travail et s’inscrit ensuite dans une progression pour explorer toutes les possibilités qu’elle a à offrir. Et il l’étudie bien en profondeur. Il s’intéresse à l’œuvre des architectes Étienne-Louis Boullée et Claude-Nicolas Ledoux. Il expérimente la géométrie non euclidienne, la géométrie Riemannienne ainsi que la géométrie de Lobatchevski. Il intègre dans ses sculptures en acier d’autres matériaux métalliques, comme le mercure ou le cuivre, et il travaille la surface par polissage ou, au contraire, en les gravant ou perçant.
Ses sphères, polyèdres et surfaces concaves ou convexes, posés au sol ou contre un mur, prennent diverses formes. Certaines sont en acier poli et réfléchissent l'espace. Entre microcosme et macrocosme, Vladimír Škoda varie les enveloppes et les formes de ses sculptures.
En 2004, Vladimír Škoda achète une ancienne usine de coutellerie à La Monnerie-le-Montel près de Thiers (ville où l'industrie coutelière est très importante). En octobre 2023, une exposition répartie sur neuf lieux autour de Clermont-Ferrand retrace sous forme de rétrospective son parcours artistique.
Au cours de sa carrière, Vladimir Skoda a également travaillé en tant que professeur : à partir de 1980 il a enseigné à l’École supérieure d’art du Havre, puis à l’École supérieure d’art et de design de Marseille (1985 – 1994), enfin à l’École supérieure des arts décoratifs de Strasbourg (1994 – 2007).

## Œuvres
Ses œuvres sont présentes dans des collections publiques (ci-dessous), ainsi que dans des collections privées en France et en étranger (Commanderie de Peyrassol, Flassans-sur-Issole, France ; Fondation Clément, Martinique, France ; Centri di Ricerca, Enel, Pise, Italie etc.).

### Réalisations en extérieur
Nous pouvons retrouver ses œuvres installées en accès public :
- devant la médiathèque Maurice Adevah-Poeuf à Thiers (depuis 2023) ;
- au Cimetière parisien de Thiais - tombeau de Joseph Sima (depuis 2021) ;
- devant le siège de Bieber Industrie à Drulingen (depuis 2021) ;
- au rond-point à Lens, Suisse (depuis 2020) ;
- à l’extérieur de la Clinique Rhéna à Strasbourg (depuis 2019) ;
- au parc de sculptures de la Fondation Clément en Martinique (depuis 2018) ;
- dans des fenêtres du Centre d’art La Chapelle de Clairefontaine, à Clairefontaine-en-Yvelines (depuis 2018) ;
- dans la cour du Musée Kampa – Fondation de Jan et Meda Mládková, Prague, République tchèque (depuis 2025 / auparavant au parc d'à côté depuis 2018) ;
- devant l’église Husův sbor à Velenice (près de Nymburk), République tchèque (depuis 2015) ;
- au parvis du Centre Europe à Colmar (depuis 2013) ;
- devant le Musée de la Résistance nationale à Champigny-sur-Marne (depuis 2009) ;
- sur la place du Temple à Audincourt (depuis 2009) ;
- au parc de sculptures de la Domaine de Peyrassol, Flassans-sur-Issole (depuis 2007) ;
- devant la médiathèque d’Ivry-sur-Seine (depuis 2001) ;
- au jardin de la Vallée du Maelbeek à Bruxelles, Belgique (depuis 2001) ;
- devant l’Université des Sciences Humaines à Strasbourg (depuis 1997) ;
- aux Jardins de l’Évêché à Chartres (depuis 1990) ;
- devant une école d'ingénieurs ISITEM à Nantes (depuis 1990) ;
- sur un rond-point de Gonfreville-l'Orcher 49° 30′ 40″ N, 0° 13′ 45″ E[9] (depuis 1988) ;
- à l'impasse de la coutellerie à Thiers (depuis 1985) - cinq sphères des diamètres décroissants construites lors du Symposium national de sculpture monumentale métallique de 1985[10];
- au Bois de sculptures du Centre International d’Art et du Paysage de Vassivière, Beaumont-du-Lac (2 œuvres, depuis 1983 et 1996).

### Collections publiques

#### France
- Musée national d’art moderne – Centre Pompidou, Paris
- Musée d’Art Moderne de Paris, Paris
- Musée d’Art Contemporain du Val-de-Marne – MAC VAL, Vitry-sur-Seine
- Musée de la Poste, Paris
- Musée Réattu, Arles
- Musée Le Secq des Tournelles, Rouen
- Musée des Beaux-Arts Denys-Puech, Rodez
- Musée des Beaux-Arts de Dole, Dole
- Centre national des arts plastiques – CNAP
- Centre International d’Art et du Paysage, Ile de Vassivière, Beaumont-du-Lac

- Creux de l’Enfer, Thiers
- Artothèque de la Médiathèque Maurice Adevah-Poeuf, Thiers
- Artothèque de Nantes, Beaux-Arts Nantes Saint-Nazaire, Nantes
- FRAC Alsace, Sélestat
- FRAC Franche-Comté
- FRAC Ile-de-France, Paris
- FRAC-Artothèque Nouvelle-Aquitaine
- FRAC Occitanie Montpellier
- FRAC Provence-Alpes-Côte d’Azur

#### République tchèque
- Galerie Nationale de Prague, Prague
- GHMP – Galerie de la Ville de Prague, Prague
- Musée Kampa – Fondation de Jan et Meda Mládková, Prague
- GASK – Galerie de la Région de Bohême centrale, Kutná Hora
- GMU – Galerie d’art moderne à Hradec Králové, Hradec Králové
- SGVU – Galerie des beaux-arts de Bohême du Nord, Litoměřice

#### Allemagne
- SKD – Collections nationales de Dresde, Albertinum, Dresde

#### Suisse
- Collection des arts visuels de la Ville de Bienne, Bienne